# Marco Rondini
Marco Rondini (Milano, 23 gennaio 1968) è un politico italiano, deputato alla Camera dal 2008 al 2018 per la Lega Nord.

## Biografia
Nato nel 1968 a Milano, è cresciuto a Rozzano, dov'è residente. Dopo essersi diplomato come odontotecnico in un istituto professionale, aderisce nella Lega Nord, dov'è stato per dieci anni, dal 2003 al 2013, segretario provinciale.
Alle elezioni politiche del 2008 viene eletto alla Camera dei deputati con la Lega Nord, nella circoscrizione Lombardia 2.
Alle elezioni politiche del 2013 viene rieletto deputato nella circoscrizione Lombardia 1, in seguito all'opzione di rinuncia di Matteo Salvini per rimanere al Parlamento europeo. Nel corso della XVII legislatura è componente della 12ª Commissione Affari sociali, in cui ha ricoperto anche il ruolo di vicepresidente dal 2015 al 2018.
Finita l’esperienza a Montecitorio nel 2018, diventa assessore del Municipio 4 di Milano con deleghe alle politiche sociali, verde e territorio, rimanendo in carica fino al 2021.
Il 1º febbraio 2022 è stato nominato, dal sindaco di Rozzano Giovanni Ferretti De Luca, assessore al personale, affari generali, bandi, trasparenza e legalità nella sua giunta comunale.